# По той бік від брами сну
«По той бік від брами сну» (англ. Beyond the Gates of Dream) — збірка оповідань від письменника-фантаста Ліна Картера. Вперше надрукована в м'якій обкладинці 1969 року видавництвом Belmont Books.
У книзі зібрано сім оповідань Картера, дві з яких спільні зі вступом та післямовою. Особливістю першого видання збірки є те, що на його задній обкладинці містяться посилання та узагальнення на три історії Картера, ймовірно призначені для збірки, але які насправді до неї так і не потрапили, включаючи оповідання про подорож у часі та два інші оповідання, які можна ідентифікувати як «Марсіянське Ель Дорадо Паркера Вінтлі» (згодом опубліковане в The DAW Science Fiction Reader (1976)) та «Боги Неол-Шендіса» (опублікований в «Амрі» (липень 1966), згодом перероблений як «Боги Ніома Парми» (опубліковано у «Чорнокнижниках та воїнах» (1970)).

## Зміст
- «Короткий вступ, який Називається тут, і назад»
- «Володарі мегаполісу» (з Рендалом Гарреттом)
- «Совиний камінь»
- «Керу»
- «Рука Нергала» (з Робертом Говардом)
- «Гарві Годжес, Вебельфецер»
- «Безіменні роботи»
- «Мантіхор» (з Химерою, незавершене оповідання)
- «Декілька останніх слів» (післямова)